# Прип'ятський заказник
При́п'ятський зака́зник — іхтіологічний заказник місцевого значення в Україні. Розташований у межах Зарічненського району Рівненської області, на території Неньковицької, Нобельської та Сенчицької сільських рад. 
Площа 3155 га. Статус надано 1983 року. Перебуває у віданні ДП СЛАП «Зарічненський держспецлісгосп», Морочнівське лісництво. 
Створений з метою збереження частини акваторії річки Прип'ять як найприятливіших місць нересту різних видів риб, серед яких: лящ, сазан, судак, вугор (у старорічищах і на деяких ділянках Прип'яті). 